# Eduardo Hurtado (voetballer)
Eduardo Hurtado (Esmeraldas, 2 december 1969) is een voormalig Ecuadoraans profvoetballer, die speelde als aanvaller. Hij kwam onder meer uit voor New England Revolution, Colo-Colo, LDU Quito, Barcelona SC, San Jose Earthquakes en Hibernian.

## Interlandcarrière
Onder leiding van de Montenegrijnse bondscoach Dušan Drašković maakte Hurtado, bijgenaamd El Tanque, zijn debuut voor Ecuador op 24 mei 1992 in de vriendschappelijke wedstrijd tegen Guatemala, die eindigde in een 1-1 gelijkspel. Hurtado nam in de 43ste minuut van dat duel de gelijkmaker voor zijn rekening vanaf de strafschopstip, nadat Edwin Westphal de thuisploeg in de 31ste minuut op voorsprong had gezet. Andere debutanten namens Ecuador in die wedstrijd waren doelman Jacinto Espinoza, Dannes Coronel, Iván Hurtado, Héctor Carabalí, Oswaldo de la Cruz, Diego Herrera en Cléber Chalá. Hurtado speelde in totaal 74 interlands en scoorde 26 keer voor zijn vaderland. Hij nam met Ecuador driemaal deel aan de strijd om de Copa América: 1993, 1995 en 1997.
| Interlands van Eduardo Hurtado voor Ecuador | Interlands van Eduardo Hurtado voor Ecuador | Interlands van Eduardo Hurtado voor Ecuador | Interlands van Eduardo Hurtado voor Ecuador | Interlands van Eduardo Hurtado voor Ecuador | Interlands van Eduardo Hurtado voor Ecuador |
| №                                           | Datum                                       | Wedstrijd                                   | Uitslag                                     | Competitie                                  | Goals                                       |
| Als speler van Valdez Sporting Club         | Als speler van Valdez Sporting Club         | Als speler van Valdez Sporting Club         | Als speler van Valdez Sporting Club         | Als speler van Valdez Sporting Club         | Als speler van Valdez Sporting Club         |
| ------------------------------------------- | ------------------------------------------- | ------------------------------------------- | ------------------------------------------- | ------------------------------------------- | ------------------------------------------- |
| 1                                           | 24 mei 1992                                 | Guatemala – Ecuador                         | 1 – 1                                       | Oefeninterland                              |                                             |
| 2                                           | 27 mei 1992                                 | Costa Rica – Ecuador                        | 2 – 1                                       | Oefeninterland                              |                                             |
| Als speler van FC St. Gallen                |                                             |                                             |                                             |                                             |                                             |
| 3                                           | 27 januari 1993                             | Ecuador – Wit-Rusland                       | 1 – 1                                       | Oefeninterland                              |                                             |
| 4                                           | 31 januari 1993                             | Ecuador – Roemenië                          | 3 – 0                                       | Oefeninterland                              | Goal                                        |
| 5                                           | 30 mei 1993                                 | Ecuador – Peru                              | 1 – 0                                       | Oefeninterland                              |                                             |
| 6                                           | 9 juni 1993                                 | Ecuador – Chili                             | 1 – 2                                       | Oefeninterland                              |                                             |
| 7                                           | 15 juni 1993                                | Ecuador – Venezuela                         | 6 – 1                                       | Copa América                                | Goal                                        |
| 8                                           | 19 juni 1993                                | Ecuador – Verenigde Staten                  | 2 – 0                                       | Copa América                                | Goal                                        |
| 9                                           | 22 juni 1993                                | Ecuador – Uruguay                           | 2 – 1                                       | Copa América                                |                                             |
| 10                                          | 26 juni 1993                                | Ecuador – Paraguay                          | 3 – 0                                       | Copa América                                | Goal                                        |
| 11                                          | 30 juni 1993                                | Ecuador – Mexico                            | 0 – 2                                       | Copa América                                |                                             |
| 12                                          | 3 juli 1993                                 | Ecuador – Colombia                          | 0 – 1                                       | Copa América                                |                                             |
| 13                                          | 18 juli 1993                                | Ecuador – Brazilië                          | 0 – 0                                       | WK-kwalificatie                             |                                             |
| Als speler van Colo-Colo                    |                                             |                                             |                                             |                                             |                                             |
| 14                                          | 1 augustus 1993                             | Uruguay – Ecuador                           | 0 – 0                                       | WK-kwalificatie                             |                                             |
| 15                                          | 8 augustus 1993                             | Ecuador – Venezuela                         | 5 – 0                                       | WK-kwalificatie                             | Goal · Goal · Goal                          |
| 16                                          | 15 augustus 1993                            | Bolivia – Ecuador                           | 1 – 0                                       | WK-kwalificatie                             |                                             |
| 17                                          | 22 augustus 1993                            | Brazilië – Ecuador                          | 2 – 0                                       | WK-kwalificatie                             |                                             |
| 18                                          | 5 september 1993                            | Ecuador – Uruguay                           | 0 – 1                                       | WK-kwalificatie                             |                                             |
| 19                                          | 12 september 1993                           | Venezuela – Ecuador                         | 2 – 1                                       | WK-kwalificatie                             |                                             |
| Als speler van Club Sport Emelec            |                                             |                                             |                                             |                                             |                                             |
| 20                                          | 17 augustus 1994                            | Peru – Ecuador                              | 2 – 0                                       | Oefeninterland                              |                                             |
| 21                                          | 21 september 1994                           | Ecuador – Peru                              | 0 – 0                                       | Oefeninterland                              |                                             |
| Als speler van Los Angeles Galaxy           |                                             |                                             |                                             |                                             |                                             |
| 22                                          | 24 mei 1995                                 | Schotland – Ecuador                         | 2 – 1                                       | Kirin Cup                                   |                                             |
| 23                                          | 28 mei 1995                                 | Japan – Ecuador                             | 3 – 0                                       | Kirin Cup                                   |                                             |
| 24                                          | 4 juni 1995                                 | Ecuador – Zambia                            | 4 – 1                                       | Korea Cup                                   | Goal · Goal · Goal · Goal                   |
| 25                                          | 10 juni 1995                                | Ecuador – Costa Rica                        | 2 – 1                                       | Oefeninterland                              | Goal                                        |
| 26                                          | 12 juni 1995                                | Ecuador – Zambia                            | 1 – 0                                       | Korea Cup                                   |                                             |
| 27                                          | 3 juli 1995                                 | Paraguay – Ecuador                          | 1 – 0                                       | Oefeninterland                              |                                             |
| 28                                          | 7 juli 1995                                 | Brazilië – Ecuador                          | 1 – 0                                       | Copa América                                |                                             |
| 29                                          | 10 juli 1995                                | Colombia – Ecuador                          | 1 – 0                                       | Copa América                                |                                             |
| 30                                          | 13 juli 1995                                | Peru – Ecuador                              | 1 – 2                                       | Copa América                                |                                             |
| 31                                          | 25 oktober 1995                             | Bolivia – Ecuador                           | 2 – 2                                       | Oefeninterland                              | Goal                                        |
| 32                                          | 2 februari 1996                             | Venezuela – Ecuador                         | 0 – 1                                       | Oefeninterland                              |                                             |
| 33                                          | 11 februari 1996                            | Libanon – Ecuador                           | 1 – 0                                       | Oefeninterland                              |                                             |
| 34                                          | 16 februari 1996                            | Oman – Ecuador                              | 0 – 2                                       | Oefeninterland                              | Goal                                        |
| 35                                          | 18 februari 1996                            | Qatar – Ecuador                             | 1 – 1                                       | Oefeninterland                              | Goal                                        |
| 36                                          | 23 februari 1996                            | Koeweit – Ecuador                           | 0 – 3                                       | Oefeninterland                              | Goal                                        |
| 37                                          | 25 februari 1996                            | Qatar – Ecuador                             | 1 – 2                                       | Oefeninterland                              | Goal                                        |
| 38                                          | 6 maart 1996                                | Japan – Ecuador                             | 0 – 1                                       | Oefeninterland                              | Goal                                        |
| 39                                          | 24 april 1996                               | Ecuador – Peru                              | 4 – 1                                       | WK-kwalificatie                             | Goal · Goal                                 |
| Als speler van Barcelona Sporting Club      |                                             |                                             |                                             |                                             |                                             |
| 40                                          | 2 juni 1996                                 | Ecuador – Argentinië                        | 2 – 0                                       | WK-kwalificatie                             | Goal                                        |
| 41                                          | 7 juli 1996                                 | Chili – Ecuador                             | 4 – 1                                       | WK-kwalificatie                             |                                             |
| 42                                          | 1 september 1996                            | Ecuador – Venezuela                         | 1 – 0                                       | WK-kwalificatie                             |                                             |
| 43                                          | 9 oktober 1996                              | Ecuador – Colombia                          | 0 – 1                                       | WK-kwalificatie                             |                                             |
| 44                                          | 10 november 1996                            | Paraguay – Ecuador                          | 1 – 0                                       | WK-kwalificatie                             |                                             |
| Als speler van LDU Quito                    |                                             |                                             |                                             |                                             |                                             |
| 45                                          | 12 januari 1997                             | Bolivia – Ecuador                           | 2 – 0                                       | WK-kwalificatie                             |                                             |
| 46                                          | 2 april 1997                                | Peru – Ecuador                              | 1 – 1                                       | WK-kwalificatie                             |                                             |
| 47                                          | 30 april 1997                               | Argentinië – Ecuador                        | 2 – 1                                       | WK-kwalificatie                             |                                             |
| 48                                          | 8 juni 1997                                 | Ecuador – Chili                             | 1 – 1                                       | WK-kwalificatie                             |                                             |
| 49                                          | 11 juni 1997                                | Ecuador – Argentinië                        | 0 – 0                                       | Copa América                                |                                             |
| 50                                          | 14 juni 1997                                | Paraguay – Ecuador                          | 0 – 2                                       | Copa América                                |                                             |
| 51                                          | 17 juni 1997                                | Ecuador – Chili                             | 2 – 1                                       | Copa América                                |                                             |
| 52                                          | 22 juni 1997                                | Ecuador – Mexico                            | 1 – 1                                       | Copa América                                |                                             |
| 53                                          | 6 juli 1997                                 | Venezuela – Ecuador                         | 1 – 1                                       | WK-kwalificatie                             |                                             |
| 54                                          | 20 juli 1997                                | Colombia – Ecuador                          | 1 – 0                                       | WK-kwalificatie                             |                                             |
| 55                                          | 20 augustus 1997                            | Ecuador – Paraguay                          | 2 – 1                                       | WK-kwalificatie                             |                                             |
| 56                                          | 12 oktober 1997                             | Ecuador – Bolivia                           | 1 – 0                                       | WK-kwalificatie                             |                                             |
| 57                                          | 16 november 1997                            | Uruguay – Ecuador                           | 5 – 3                                       | WK-kwalificatie                             |                                             |
| 58                                          | 28 januari 1999                             | Costa Rica – Ecuador                        | 0 – 0                                       | Oefeninterland                              |                                             |
| 59                                          | 3 februari 1999                             | Guatemala – Ecuador                         | 0 – 0                                       | Oefeninterland                              |                                             |
| 60                                          | 10 februari 1999                            | Peru – Ecuador                              | 1 – 2                                       | Oefeninterland                              | Goal · Goal                                 |
| 61                                          | 18 februari 1999                            | Ecuador – Peru                              | 1 – 2                                       | Oefeninterland                              |                                             |
| 62                                          | 14 april 1999                               | Mexico – Ecuador                            | 0 – 0                                       | Oefeninterland                              |                                             |
| 63                                          | 2 juni 1999                                 | Iran – Ecuador                              | 1 – 1                                       | Canada Cup                                  |                                             |
| 64                                          | 4 juni 1999                                 | Ecuador – Guatemala                         | 3 – 1                                       | Canada Cup                                  |                                             |
| 65                                          | 12 oktober 1999                             | Uruguay – Ecuador                           | 0 – 0                                       | Oefeninterland                              |                                             |
| 66                                          | 27 oktober 1999                             | Mexico – Ecuador                            | 0 – 0                                       | Oefeninterland                              |                                             |
| Als speler van New England Revolution       |                                             |                                             |                                             |                                             |                                             |
| 67                                          | 8 maart 2000                                | Ecuador – Honduras                          | 1 – 3                                       | Oefeninterland                              | Goal                                        |
| 68                                          | 26 april 2000                               | Brazilië – Ecuador                          | 3 – 2                                       | WK-kwalificatie                             |                                             |
| Als speler van LDU Quito                    |                                             |                                             |                                             |                                             |                                             |
| 69                                          | 25 juni 2000                                | Ecuador – Panama                            | 6 – 0                                       | Oefeninterland                              |                                             |
| 70                                          | 29 juni 2000                                | Ecuador – Peru                              | 2 – 1                                       | WK-kwalificatie                             | Goal                                        |
| 71                                          | 19 juli 2000                                | Argentinië – Ecuador                        | 2 – 0                                       | WK-kwalificatie                             |                                             |
| 72                                          | 25 juli 2000                                | Ecuador – Colombia                          | 0 – 0                                       | WK-kwalificatie                             |                                             |
| 73                                          | 20 september 2000                           | Mexico – Ecuador                            | 2 – 0                                       | Oefeninterland                              |                                             |
| Als speler van Hibernian                    |                                             |                                             |                                             |                                             |                                             |
| 74                                          | 5 september 2001                            | Colombia – Ecuador                          | 0 – 0                                       | WK-kwalificatie                             |                                             |

## Erelijst
Colo-Colo
- Primera División

1993
 Emelec
- Campeonato Ecuatoriano

1994
 LDU Quito
- Campeonato Ecuatoriano

1998, 1999